# Udavi
Kržljonoške (Boidae, boe, boidi) porodica su zmija. U rodovima ove porodice obuhvaćene su najveće zmije na svetu. To su zmije koje svoj plen ubijaju stiskom, gušenjem. Neke vrste mogu svojom veličinom i snagom biti opasne i za čoveka. Ni jedna vrsta iz ove porodice nije otrovna. Porodica ima ukupno 23 roda sa, koliko je do sada poznato, 88 vrsta.

## Osobine
Čitavo telo kržljonoški pokriveno je ljuskama i izduženo, uglavnom valjkastog oblika. Telo vrsta koje žive na drveću je bočno spljošteno, s vrlo vidljivom kičmom. U odnosu na dužinu tela, rep im je relativno kratak, a počinje iza kloake. Kod mužjaka je na početku repa parno smešten hemipenis, dok ženke na tom mjestu imaju mirisne žlezde. Organi, a naročito želudac, su im vrlo rastegljivi. Oblik glave im je različit. Glava im se može bez vidljivog prelaza nadovezivati na telo, ali može biti i vrlo vidljiv prijelaz. Gornja i donja čeljust im nisu povezane čvrstim zglobom. Povezane su rastezljivim trakama. Takva građa omogućava da se čeljusti razmaknu i progutaju plen daleko veći nego što bi to bilo moguće uz drugačiju građu. Neki rodovi imaju toplotne jamice koje su smeštene u red ljuskica uz gornju i donju usnu. Oči nemaju kapke, a zenice su okomito procepljene. Mirisne čestice koje uhvati jezik prenose se u dve jamice u nepcu. Od njih postoji veza s mozgom. Taj organ je dobio ime po naučniku koji ga je otkrio, Jakobsonov organ. Kržljonoške ne čuju, ali pomoću donje čeljusti osete podrhtavanje, vibracije.
Kržljonoške još imaju dva plućna krila. Kod većine drugih zmija se levo plućno krilo snažno odgradilo, a desno se izdužilo. Stražnji deo tog krila se razvio kao rezervoar vazduha, tako da ove životinje i za vreme snažnog obujmljivanja plena iz tog dela pluća dobijaju potreban vazduh.
Pored kloake vidljivi su rudimentarni ostaci stražnjih ekstremiteta. Osim toga, kod ove porodice postoje još ostaci zdelice.

#### Veličina i težina
Porodica kržljonoški obuhvata najveće živuće zmije. Velike vrste mogu doseći 7 do 10 metara, kao na primer mrežasti piton ili zelena anakonda, dok su neke druge značajno manje. Postoje izveštaji o gorostasnim zmijama od 12 pa čak i 17 metara, ali nauka nije nikada zabeležila zmije te veličine. Najduža zmija koja je naučno dokazana je bila zelena anakonda, duga 9,62 metra.
Neke vrste peščanih boa kao odrasle životinje teže samo par stotina grama. S druge strane, velike vrste kao odrasle mogu bez problema imati 150 kilograma. Najveća dokumentovana težina jedne zmije je 182 kilograma, koliko je imala jedna zelena anakonda.

## Rasprostranjenost
Različite potporodice ove porodice nastanjuju velika područja zemlje. Pri tome pitoni žive pretežno na području starog sveta, Azije i Afrike, ali ih ima i u Australiji. Udavke su rasprostranjene pre svega na području novog sveta, kao i na Madagaskaru i Solomonskim ostrvima.

## Okolina
Kržljonoške su se tokom evolucije savršeno prilagodile najrazličitijim životnim okolinama. Većini vrsta ove porodice neophodna je vlažna klima, njihova staništa su u području umerene klime, suptropa dok neke od njih, kao na primer zeleni drvni piton, žive u tropskim kišnim šumama. U hladnijim područjima u kojima zimi temperatura oštro pada, životinje zapadaju u takozvanu zimsku obamrlost. Suprotno tome, neke vrste žive u suvim, toplim područjima, sve do peščanih pustinja. U tim područjima životinje su uglavnom malog rasta, a tokom dana se ukapaju u pesak da bi izbegle ekstremne vrućine.

## Razmnožavanje
Pitoni polažu jaja (oviparne životinje), dok udavke legu žive mlade (ovoviviparne životinje). Neke vrste iz ove porodice, za razliku od drugih reptila koji legu jaja, čuvaju svoje leglo do izleganja mladunaca. Omotaju telo oko legla jaja, i tako ostaju uz njih 2-3 meseca. Jedna, a možda i dve vrste iz potporodice pitona čak mogu, podrhtavanjem mišića, da podignu temperaturu u leglu, a ako je previše toplo, olabave „zagrljaj” oko legla i puste da vazduh dođe do jaja.

## Hranjenje
Sve kržljonoške ubijaju plen omotavajući se oko njega, i na taj način ga ubijaju. Zbog toga se naziv potporodice udavke često u svakodnevnom govoru u malo promenjenom obliku koristi za celu porodicu, pa se nazivaju udavi. Obmotavanjem oko plena, ove zmije svojom snažnom muskulaturom sprečavaju širenje prsnog koša žrtve i time im onemogućavaju disanje. Nakon toga, zmija guta plen u celosti.
Ove zmije bez problema podnose duža razdoblja bez hrane. Odrasla životinja može podneti i godinu dana bez hrane, ali pri tome izgubi značajan deo telesne težine i zapremine. Poznat je slučaj da je jedan kraljevski piton tek nakon 24 meseca boravka u zoološkom vrtu prihvatio prvog ponuđenog miša.
Lovina ove porodice su sisari, kao što su miševi, pacovi i zečevi, a velike vrste, kao što je zelena anakonda, love i veći plen, čak i vodene prasce. Zahvaljujući izuzetnoj rastegljivosti organa, a naročito želuca koji može snažno povećati zapreminu, zmije mogu progutati i plen koji značajno premašuje njihovu zapreminu. Donja čeljust im je s gornjom povezana elastičnim trakama, što im omogućuje višekratno povećanje usnog otvora. Zmije nemaju mehur, a urin i izmet izbacuju kroz kloaku. Želučani sok kržljonoški sadrži visoko koncentrovanu sonu kiselinu koja nakon nekoliko dana rastvori i najveći plen. Probavljaju i kosti, neprobavljene izbacuju samo zube, dlake i kandže.
Rasprostranjeno je netačno verovanje, da kržljonoške lome kosti svojim žrtvama i na taj ih način ubijaju. Takav razlog smrti plena je vrlo redak. Iako se to vrlo retko događa, poznati su slučajevi da se kod vrlo velikih zmija, kakvi su na primer mrežasti pitoni koji su i sami upućeni na krupnu lovinu, neka kost kod gutanja plena postavi popreko, i da se zmija njome udavi ili je kost razdere.

## Značenje za trgovinu
Trgovina živim jedinkama i kožama kržljonoški značajna je širom sveta. Zbog toga, čitava porodica je stavljena pod zaštitu. Uprkos svih mera zaštite, još uvek se stotine hiljada koža, ali i živih jedinki zapleni na aerodromima, kao i u drugim vrstama krijumčarenja. Kako odrasle jedinke nekih vrsta mogu biti duge više metara, trgovina se ograničava uglavnom na mlade životinje. U mnogim afričkim i azijskim državama životinje se ubijaju i radi mesa.

## Taksonomija
Pitoni su istorijski klasifikovani kao potporodica Boidae (zvani Pythoninae), ali je kasnije utvrđeno da nisu u bliskom srodstvu sa boama uprkos tome što imaju površne sličnosti.
Skoro svi boidi koji nisu boini često se uzdižu u svoje pune porodice: Calabariidae/inae, Candoiidae/inae, Charinidae/inae, Erycidae/inae, Sanziniidae/inae, i Ungaliophiidae/inae. O taksonomiji boidnih zmija se dugo raspravljalo, i na kraju odluka da li da se određena klada dodeli određenom Lineovom rangu (kao što je nadporodica, porodica ili potporodica) je proizvoljna.
Potfamilija Ungaliophiinae se ranije sastojala od četiri roda. Dva od njih (Tropidophis i Trachyboa) su zapravo bliže povezani sa američkom cevastom zmijom (Anilius scytale) nego sa boama, i sada su smešteni u porodicu Tropidophiidae u okviru superfamilije Amerophidia. Druga dva roda (Ungaliophis i Exiliboa) su sestrinska grupa klade Charina/Lichanura unutar Boidae.

## Napomene
1. ↑  Traditionally placed in Boinae

## Literatura
- Kluge AG. 1991. Boine Snake Phylogeny and Research Cycles. Misc. Pub. Museum of Zoology, University of Michigan No. 178. PDF at University of Michigan Library. Accessed 8 July 2008.
- Stull OG (1932). "Five new subspecies of the family Boidae". Occasional Papers of the Boston Society of Natural History 8: 25–30 + plates 1–2. HTML version available at boa-subspecies.com. Accessed 20 February 2009.